# Antiguo convento de las Ursulinas de Nueva Orleans
El convento de las Ursulinas (couvent des Ursulines, en francés) fue un convento de la orden de las ursulinas con origen la época de la Luisiana francesa del siglo XVIII, situado en Nueva Orleans, Luisiana, Estados Unidos.
Se trata del ejemplo más notable de arquitectura del periodo de Nueva Francia de EE. UU. 
Actualmente el edificio alberga el museo Antiguo Convento de las Ursulinas, parte del complejo religioso-cultural de la catedral de San Luis e iglesia de Santa María.

## Historia

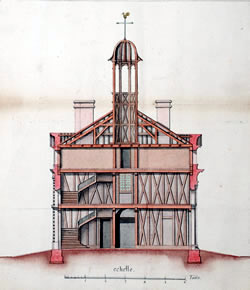
Una elevación de 1733 del primer edificio.

La llegada de las monjas ursulinas de Rouen a Nueva Orleans en época de la Luisiana francesa fue propiciada por el gobernador Étienne Perier. El primer convento fue diseñado en 1727 por Ignace François Broutin, siendo Michael Zeringue (Johann Michael Zehringer) el maestro carpintero, y las obras se terminaron en 1734. El primer edificio se construyó en estilo colonial francés, con las técnicas del colombage (con entramado de madera) o briquette-entre-poteaux (ladrillo entre postes), inadecuadas para la humedad de Nueva Orleans. El convento contaba residencia para las religiosas, un gran hospital y escuela, y se encontraba anexo a los cuarteles. De esta época data el establecimiento de la Academia Ursulina (Ursuline Academy, en inglés), que es el centro educativo católico más antiguo de los Estados Unidos.
Ante el deterioro del primer convento, en 1753 se concluyó una nueva edificación, con un proyecto de 1745 de Broutin y Alexandre de Batz. La obra corrió a cargo de Claude Joseph Villars Dubreuil, emparentado con de Jean-Baptiste Le Moyne de Bienville.La fachada original estaba orientada hacia el río Mississippi y la entrada de la calle Chartres estaba ubicada en la parte trasera del edificio. El convento quedó fuera de la zona arrasada por el gran incendio de Nueva Orleans (1788) y el gran incendio de Nueva Orleans (1794).
En 1824 el edificio cambió de uso, pasando a ser el palacio arzobispal de la archidiócesis de Nueva Orleans, en época del obispo Louis William Valentine DuBourg. Tanto el convento como la escuela Ursulina fueron trasladados a Dauphine Street, para establecerse en su ubicación definitiva en State Street en 1912.  
La iglesia de Santa María del Arzobispo (Saint Marie de l´Archeveche), con entrada por la calle Chartres data de 1845.

## Descripción
Se construyó en ladrillo, con revestimiento en cal, de planta simétrica y con decoración sobria. El exterior consta de esquinas almohadilladas, una fachada con frontón, tejado a cuatro y buhardillas bajas. La planta baja se utilizó en gran parte para el dormitorio, las aulas, el refectorio y la enfermería del orfanato, mantenido por las monjas.  El segundo piso contenía celdas para las monjas, una biblioteca, (otra) enfermería y almacenes. La escalera de caracol de ciprés se considera un elemento rescatado del convento original de 1730. El cambio de la entrada principal por la calle Chartres data de 1825-1830, cuando también se construyó el pórtico. El pórtico de entrada fue añadido después de que el obispo tomara posesión del lugar. 
"Este es el mejor ejemplo de arquitectura pública colonial francesa que aún se conserva en el país", afirma el Servicio de Parques Nacionales.  Según algunos relatos, es la estructura más antigua de Nueva Orleans, construida entre 1748 y 1752. Fue declarado Monumento Histórico Nacional en 1960.   
Actualmente el edificio alberga el museo Antiguo Convento de las Ursulinas, parte del complejo religioso-cultural de la catedral de San Luis.